# ダウトフェタール
ダウトフェタール (ドイツ語: Dautphetal) は、ドイツ連邦共和国ヘッセン州マールブルク＝ビーデンコプフ郡に属す基礎自治体（Gemeinde；以下、本項では便宜上「町」と記述する）である。このライン・シーファー山地の支脈内、ノルトライン＝ヴェストファーレン州との州境近くに位置する。この町は1974年に12の旧村落自治体が合併して成立した町で、ダウトフェ川流域に位置することにちなんで名付けられた。

## 地理

### 位置
ミッテルヘッセンに属すこの町は、郡の西部、ジーゲンの東約 37 km、マールブルクの西約 15 km に位置する。ラーン川およびダウトフェ川沿いのオベーレス・ラーンタール（ラーン川上流域の谷）に位置する。南からヴェスターヴァルトの、北からロタール山地のそれぞれの支脈が出会う地域にあたる。ダウトフェタール付近は歴史的には「ヒンターラント」に含まれるものと見なされる。
町内の最高地点はホルツハウゼン地区西部の高さ 540 m のシュロスベルクであり、最低地点は町の東端のラーン川が町域から離れる地点で 225 m である。

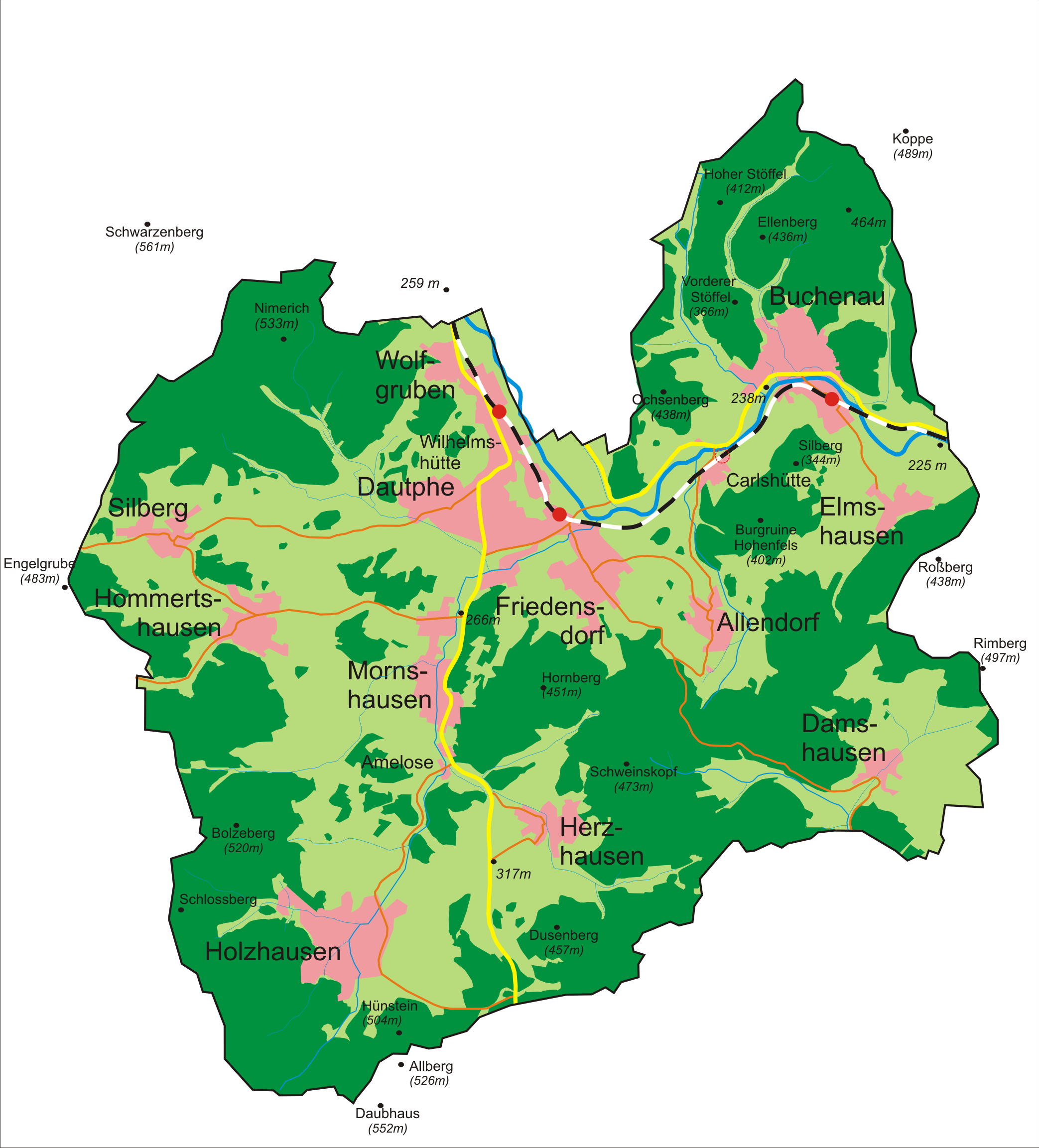
町内の地図

### 自然環境
町内を東向き、あるいは南東向きに伸びるラーン川の谷が、北のロタール山地の支脈と南のグラーデンバッハ山地との境をなしている。
町の北側にザックプファイフェの前山群がある。この山並みはオストザウアーラント山地の一部として、名前の由来となった 674 m のザックプファイフェ（ビーデンコプフの北、町境から約 8 km 離れている）方面から 474 m のヴォラーベルク（ラーンタールとヴェッターとの間）まで東に向かって連なっている。ヴォラーベルクから東はすでに、これらの山並みよりも平板なことが明らかなブルクヴァルトの支脈につながっている。400 m から 500 m という町域の高度は中低山地の前山地方として典型的なものである。町域からやや北にはずれたアーレンネストは 592 m である。ホーホザウアーラントとその支脈に特徴的なオーク混交林は針葉樹の植林によって徐々に縮小している。
ダウトフェ川の谷もその一部含まれる平らで泥土質のオベーレス・ラーンタールには住宅地の大部分が存在している。ここには、比較的温和な気候により、典型的な川辺の草原の植生が見られる。東部のエルムスハウゼン近郊には 225 m の町内最低地点がある。
町の南、西、南東は高さ 600 m 程度以下のグラーデンバッハ山地で、その多くの部分はブナの森となっている。この森は町内 3 つの部分に分かれて存在している。
ダウトフェ地区の北西にあたるブライデンバッハの谷のシュヴァルツェンベルク＝ヴァルトに高さ 533 m のニメーリヒがある。
町域の南端（南西端）のホルツハウゼン付近は既にボッテンホルン高地に含まれる。ここには町内で最も高い約 540 m のシュロスベルクがある。この 3 km 南東に高さ 552 m のダウプハウスが連なるが、これは既にグラーデンバッハ町内である。その西側に町名の由来となったダウトフェ川が湧出する。
これらの高地からダウトフェ川の谷によって隔てられた町の南東部に火山性のダムスホイザー・クッペンがある。東隣の町ラーンタールとの町境に 498 m のリムベルクがある。

#### 山
町内の主な山を標高の順に列記する。
- シュロスベルク（約 450 m） - ホルツハウゼンの西、ボッテンホルン高地
- ニメールヒ (553 m) - ダウトフェの北西、ホンマーツハウゼンの北、ブライデンバッハ町内シュヴァルツェンベルク＝ヴァルト
- ボルツェベルク (520 m) - ホルツハウゼンの北西、モルンスハウゼンの南東、ボッテンホルン高地
- フュンシュタイン (504 m) - ホルツハウゼンの南、ボッテンホルン高地、展望塔がある
- リムベルク (498 m) - ダムスハウゼンの北東、ダムスホイザー・クッペン、展望台がある
- エルゼンケプフェ (498 m) - ホンマーツハウゼン、ボッテンホルン高地の北東端
- カッペ (494 m) - アレンドルフの南東、ダムスハウゼンの北西、ダムスホイザー・クッペン
- シュヴァインスコプフ (472 m) - ヘルツハウゼンの北東、ダムスホイザー・クッペン
- アイヒェルハルト (465 m) - アレンドルフの南西、フリーデンスドルフの南東、ダムスホイザー・クッペン
- バイルシュタイン (461 m) - ヴォルフグルーベンの西、シュヴァルツェンベルク / ブライデンバッハ町
  - ロート (378 m) - 南東の前山山頂
- ホムベルク (460 m) - ブーヒェナウの東北東、ザックプファイフェの前山
- ドゥーゼンベルク (457 m) - ヘルツハウゼン南南東、ダムスホイザー・クッペン
- ホムベルク (451 m) - フリーデンスドルフの南西、モルンスハウゼンの東、ダムスホイザー・クッペン
  - アウフ・デア・ブライテンローエ (306 m) - フリーデンスドルフの西、ホムベルクの支峰、ダムスホイザー・クッペン、戦没者記念碑がある
- トライスベルク (437 m) - アレンドルフの東、ダムスホイザー・クッペン
- エレンベルク (432 m) - ブーヒェナウの北北西、ザックプファイフェの前山
- ロスベルク (425 m) - エルムスハウゼンの南東、ダムスホイザー・クッペン
- ホーエンフェルス (402 m) - アレンドルフの北東、ブーヒェナウの南、ダムスホイザー・クッペン
- オクゼンベルク (391 m) - ブーヒェナウの南西、フリーデンスドルフの北北東、ザックプファイフェの前山

### 気候

#### 概論
ダウトフェタールの町域は、中緯度温帯地域に位置する。夏期の平均気温は約 15 - 16 ℃（ラーン川の谷位置する地区では 16 - 17 ℃）である。また、平均月間降水量はダウトフェ川の谷で 800 - 1000 mm、ブーヒェナウやエルムスハウゼンで 700 - 800 mm である。

#### 天災
1984年の、いわゆる「世紀の洪水」で、ラーン川の水位はかなり上昇した。数多くの家屋が浸水したばかりでなく、オベーレ・ラーンタール鉄道の軌道も部分的に浸水し、運行を停止しなければならなかった。
2007年1月中旬の嵐「キリル」は、町内の平地の数多くの針葉樹やブナの森を根こそぎにした。キリルによる木材資源の損害は、通常の年に町内で生じる年間損害額の4倍に相当した。

### 水域
ダウトフェタール最大の川がラーン川である。この川は町域北部を西（ビーデンコプフ）から東（ラーンタール）に、一部は南東に流れ下る。ダウトフェ川は南（グラーデンバッハ）から町の中央（フリーデンスドルフ地区）まで流れ、ラーン川に注ぐ。ダウトフェタール町内の他の川はいずれも短く、直接あるいは間接的にラーン川に注ぎ込んでいる。

### 隣接する市町村
以下の市町村がダウトフェタールと境を接する。北から時計回りに列記する。ビーデンコプフ、ヴェッター、ラーンタール、マールブルク、グラーデンバッハ、バート・エントバッハ、シュテッフェンベルク、ブライデンバッハ。いずれの市町村もマールブルク＝ビーデンコプフ郡西部に位置している。

### 土地利用
2005年12月31日の状況を示す。
| 利用項目                       | 面積  | 面積   |
| 利用項目                       | ha    | %      |
| 住宅地、空き地                 | 471   | 6.54   |
| 産業用地                       | 22    | 0.31   |
| レジャー、レクリエーション用地 | 37    | 0.51   |
| 交通用地                       | 457   | 6.34   |
| 農業用地                       | 2,607 | 36.19  |
| 森林                           | 3,498 | 48.56  |
| 水域                           | 66    | 0.91   |
| その他の用途                   | 46    | 0.64   |
| 計                             | 7,203 | 100.00 |

## 歴史
自治体ダウトフェタールの歴史は比較的新しい。1974年7月1日の地域再編で、それまで独立していた12の町村が合併して成立した町である。ヘッセン州議会は法律によって新しい自治体の成立を公布した。小さな集落が合併した自治体であるダウトフェタールは明らかな中心を欠いており、近隣のエプスドルファーグルントやラーンタールと同様に、当時、ヘッセン内務省から金銭的な支援を受け取った。

### 古代から中世
出土品に基づき、現在のダウトフェタールの地域には先史時代や古代には既に定住者があったと推測されている。これは、たとえばリムベルクやフュンシュタインなどにあるいくつかの環状壁の遺跡によっても示されている。文献上最初の記述は 791年で "Mark Dautphe" と記されている。これによりダウトフェ集落は町内で最も古くから存在している集落となっている。ここは古くから法廷（ツェントゲリヒテ）所在地であった。この最下級裁判所はアレンドルフ、ブーヒェナウ、ダムスハウゼン、ダウトフェ、エルムスハウゼン、フリーデンスドルフ、ホルツハウゼン、ホンマーツハウゼン、モルンスハウゼン、ジルベルク、ヴォルフグルーベン（現在のダウトフェタール）およびエッケルスハウゼン、コムバッハ、カッツェンバッハ、デクスバッハ、エンゲルバッハ（現在のビーデンコプフ）を管轄としていた。
カール大帝の時代（800年頃）、現在のダウトフェタールの地域はオーバーラーンガウに属した。ギーゾ家が 1122年に断絶した後、この地域はテューリンゲンのルードヴィング家最後の方伯ハインリヒ・ラスペが1247年に亡くなった後は、その姪でルートヴィヒ4世と聖エリーザベトとの間の娘ゾフィー・フォン・ブラバントがこれを相続し、息子ハインリヒのためにテューリンゲン＝ヘッセン継承戦争でルードヴィング家のヘッセン地域をヘッセン方伯領として確保した。当時ヒンターラントの有力な貴族家としては、ホーエンフェルス家、ホレンデ家、ヴィトゲンシュタイン家、ブライデンバッハ家、デーリング家、ブーヒェナウ家があった。ホーエンフェルス家はゾフィーの圧力により 1249年にその権利を放棄し、ホーエンフェルス城は 1293年にハインリヒ方伯によって取り壊された。

### 方伯時代から1974年の地域再編まで
1567年のフィリップ寛大侯の死後、ヘッセン方伯領は4人の息子に分割され、ダウトフェタール地域はヘッセン＝マールブルク方伯領となった。この家系は、1604年に早くも断絶し、その相続を巡ってヘッセン＝カッセル方伯とヘッセン＝ダルムシュタット方伯が争い、1627年にこの地域は「ヒンターラント」としてヘッセン＝ダルムシュタット方伯領となった。三十年戦争の間の激しい戦いの後もこの所領は保持された。
1832年に創設された、現在のダウトフェタールの町域を含むビーデンコプフ郡は、普墺戦争により 1866年にプロイセン王国に併合された。この郡は 1932年 / 33年に短期間だけディレンブルク郡と合併したが、両郡の住民の抵抗により再び2つの郡に分離された。第二次世界大戦では、特に鉄加工業者および交通インフラとその周辺地域が空爆の犠牲となった。
1974年のヘッセン州の地域再編では、ビーデンコプフ郡とマールブルク郡からマールブルク＝ビーデンコプフ郡が成立し、現在の12の地区から新しい自治体ダウトフェタールが発足した。

### 自治体の構成
ダウトフェタールは、その条例によれば 12 の地区 (Ortsteil) で構成される。ダムスハウゼン、ホンマーツハウゼン、ジルベルクを除くすべての地区は、その大部分がラーン川上流の谷に位置する。
| 地区名             | 説明 | 写真 | 人口    | 文献上の初出 |
| ------------------ | --- | ---- | ------- | ------------ |
| ダウトフェ         | ダウトフェは地理上の町の中心より北、ラーン川の谷から西に向かってブライデンバッハの谷の枝谷沿いに湾曲しており、東は連邦道 B453号線に接する。ダウトフェは町内で最も人口が多く、行政機能が置かれている集落である。旧製鉄所集落のヴィルヘルムスヒュッテ（かつてはキリアンスヒュッテと称した）は、1832年に建設された。やがて集落は拡大し、一部はダウトフェ、一部はヴォルフグルーベンの集落に含まれることとなった。               |      | 2,306人 | 791年        |
| ブーヒェナウ       | ブーヒェナウは、町の北東部にあり、ラーン川の谷や連邦道 B62号線から北東に向かってザックプファイフェの前山沿いに湾曲している。ブーヒェナウは現在この町の東の副首邑といった位置づけにあり、隣接するエーダータールと融合した形になっている。ダウトフェ、ホルツハウゼンに次いで3番目に大きな集落である。ブーヒェナウの南西にはヴィルヘルムスヒュッテと同じく、製鉄所集落のカールスヒュッテがある。ここには約 40 人が住んでいる。 |      | 1,910人 | 1238年       |
| ホルツハウゼン     | ホルツハウゼンは、連邦道 B453号線の西 2 km のボッテンホルン高地北東斜面、ダウトフェ川上流の谷に位置する。町の最も南に位置するこの集落には特に美しいスグラフィット装飾を有する木組み建築が遺されている。 |      | 1,906人 | 1251年       |
| フリーデンスドルフ | フリーデンスドルフはダウトフェ川がラーン川に合流する河口に面しており、集落の一部はここから南のダムスホイザー・クッペンにまで拡がっている。フリーデンスドルフは北西につながるダウトフェ地区とともに町の中心をなしている。 |      | 1,389人 | 1220年       |
| モルンスハウゼン   | モルンスハウゼンは、町の野地理的な中心に位置し、ダウトフェ川の中・下流に面している。連邦道 B453号線が通っている。モルンスハウゼン地区に属す農場群アーメローゼは 1515年に初めて記録されている。 |      | 755人   | 1291年       |
| ホンマーツハウゼン | ホンマーツハウゼンは町の西部、ブライデンバッハの谷がラーン川の谷に接続する東の継ぎ目に位置している。 |      | 739人   | 1325年       |
| アレンドルフ       | アレンドルフは町の東部、ダムスホイザー・クッペンの辺縁部に位置し、その 2 km 北をラーン川が流れ、連邦道 B62号線が通っている。最初の記録はホーエンフェルス騎士家に関するもので "Aldendorf" と記されている。ホーエンフェルスとクライナー・ホーエンフェルスの二重城塞は、地元の城塞教会とフィリップ大学マールブルクをはじめとする他の研究機関と共同で発掘され、修復されている。                                                 |      | 660人   | 1307年       |
| ヴォルフグルーベン | ヴォルフグルーベンは、町の北部、ラーン川の谷に位置し、連邦道 B453号線に面している。 |      | 674人   | 1257年       |
| ヘルツハウゼン     | ヘルツハウゼンは、町の南部、ダムスホイザー・クッペンの西斜面の盆地に位置する。連邦道 B453号線の東 1 km、ダウトフェ川上流からは 2 km 離れている。 |      | 596人   | 1333年       |
| ジルベルク         | ジルベルクは町の最も西、ブライデンバッハの谷の東部の高台に位置する。 |      | 458人   | 1339年       |
| エルムスハウゼン   | エルムスハウゼンは、町で一番東に位置する集落で、ダムスホイザー・クッペンの北斜面、ラーン川や連邦道 B62号線からわずか 1 km 南に位置する。文献上の初出は正確には明らかではなく、1200年または1220年ともされる。 |      | 328人   | 1200年       |
| ダムスハウゼン     | ダムスハウゼンは、主要な交通路から離れた町の南東部、リムベルクの西斜面に位置している。この地区の名がその由来となったダムスホイザー・クッペンがこの集落を囲んでいる。町内で最も小さい、現在も農業が主産業のこの集落は de Tagesmanneshusen という名称で最初の記録がなされている。 |      | 215人   | 1251年       |

ヴィルヘルムスヒュッテを含むダウトフェ地区とフリーデンスドルフ地区は、合わせて人口 4,000人近い町の中心を形成している。これは対応する建設計画によって支持されている。
ダウトフェタールは、同じく1974年に同様の地理的見地に基づいて（ラーン川流域に位置する集落が）合併して成立した東隣の町ラーンタールと比較して、経済的には明らかに独自の進化を遂げている。これは、ダウトフェタールが隣接する中級中心都市ビーデンコプフにほぼ匹敵する面積や人口を有しているのに対し、より小さなラーンタールは南に隣接する上級中心都市マールブルクにより強く依存する必要があったことを考慮すれば、不思議なことではない。
歴史的な中級中心都市ビーデンコプフは、現在、その機能の多くを隣接するダウトフェタールとの間で分割・共有している。

### 人口推移
ダウトフェタールの人口推移を以下に示す。1974年夏以前の数値は、現在この町を構成している集落の人口を合計したものである。
|  |

工業化の時代に小さな人口上昇が見られる。第二次世界大戦後の人口は1939年の値と比較して約 50 % 増加した。これは戦争末期に大変多くの難民が、特にハンガリー地域からこの町に流入した事による。この事実に基づいて、ハンガリーの町チコー (Cikó) との間で姉妹自治体協定が締結された。
2000年以降の人口は、町の報告によると約 13,000人（二次的居住者を含む）、州の報告では約 12,000人である。

## 行政

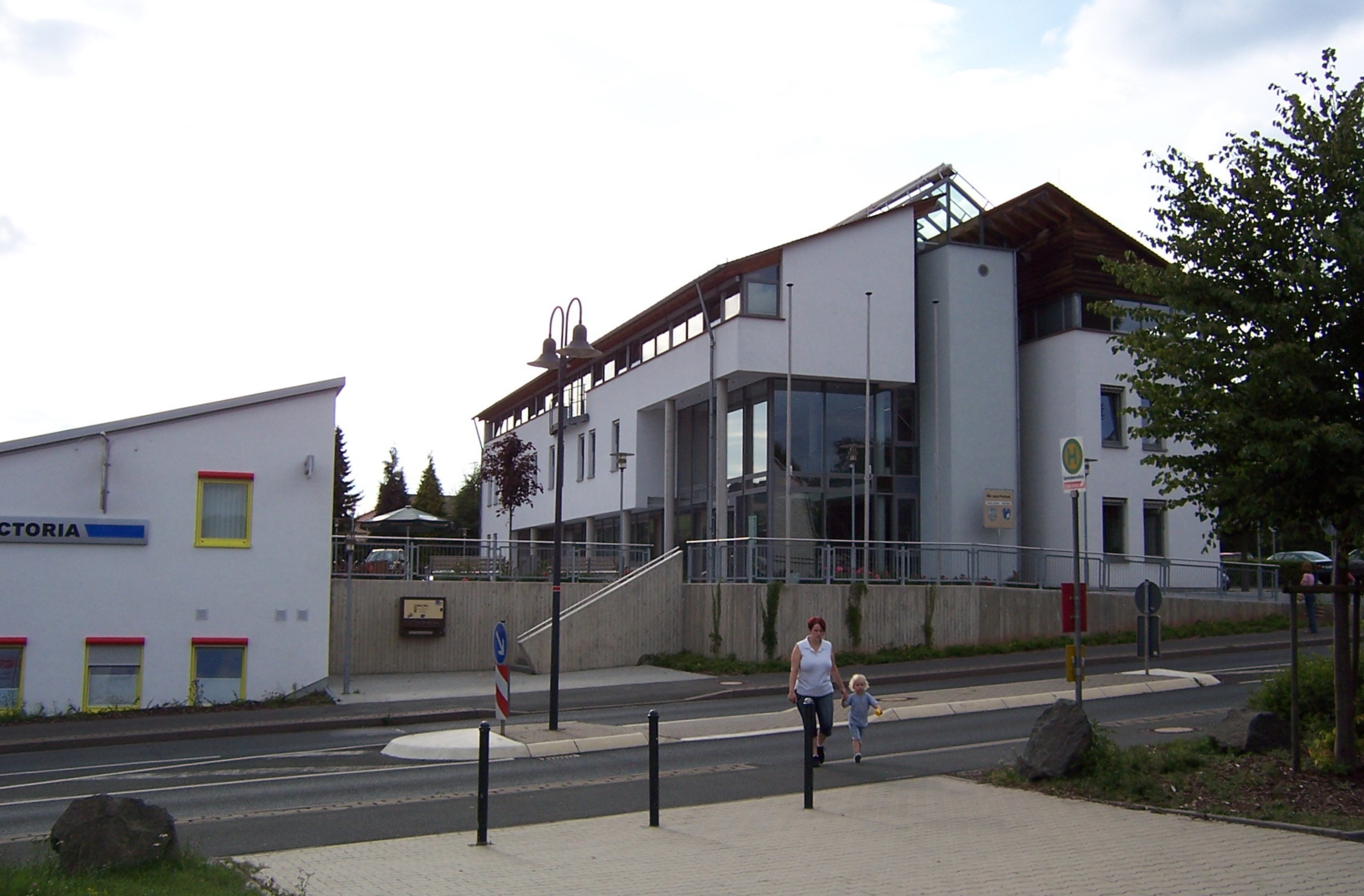
ダウトフェタール町役場

### 議会
ダウトフェタールの町議会は、31議席からなる。

### 首長
ダウトフェタールの初代町長は、1974年に就任したハンス・ハウスヴィルト (CDU) で、その後 30年間の長きにわたってこの町の舵取りを行った。2004年3月21日の選挙で、Freien Wählergemeinschaft (FW) のベルント・シュミットがダウトフェタール町長に選出された。

### 姉妹自治体
- チコー（ハンガリー、トルナ県）1997年

この他にダウトフェとブーヒェナウのプロテスタント＝ルター派教会は、それぞれザクセン＝アンハルト州ディースドルフおよびロシア連邦タタールスタン共和国カザンのプロテスタント教会と友好組織関係にある。

### 紋章
ダウトフェタールの町の紋章は、ダウトフェ地区の紋章と同一である。この紋章は、1974年8月15日にヴィースバーデンの内務省によって認可された。12の旧町村が合併して新たな町が形成された当初は、新しい紋章のデザインが試みられた。しかし、全地区が受け容れられるものはできなかった。こうして、歴史的中心地としての意義に鑑み、ダウトフェの紋章が町の紋章として選ばれた。この紋章自体は、ダウトフェの教会に由来するが、その起源は明らかでない。
図柄: 青地に、金の爪、嘴、舌を持つ銀のワシ。その足は2枚の銀の盾をつかんでおり、その中にはそれぞれ1頭ずつの赤い獅子が互いに向き合う配置で描かれている。

## 宗教
12世紀の "Gesta Treverorum" によれば、4世紀にルーベンティウスがラーン川沿いに布教を行ったとされている。ダウトフェとブーヒェナウには、それぞれ11世紀と13世紀に建立された、トゥールの聖マルティンに献堂された教会がある。ダウトフェは中世初期の8世紀には洗礼堂を有していた。これによりダウトフェ教区はヘッセンの教会組織の中で最も古い階層に位置づけられている。
1524年、フィリップ寛大侯によりヘッセン方伯領にプロテスタントの進行が導入された。1527年にプロテスタントのブーヒェナウ教区が設けられ、1529年にダウトフェ教区がこれに続いた。第二次世界大戦の終わりまで、住民はほぼ例外なくプロテスタント信者であった。ユダヤ教信者は、1809年に初めて記録されている。1939年まで町域内には 5家族のユダヤ人が定住しており、グラーデンバッハまたはヴェッターのシナゴーグへ通っていた。その多くは国家社会主義者の迫害によってアメリカに亡命したが、数人はこれを果たせず、追放刑に処された。
1894年にはダウトフェに新使徒派教会が作られ、1895年に自由福音派教会が設けられた。第二次世界大戦後、旧ドイツ東部領土から追放された人々によって、かなりの数のカトリック信者が流入した。1960年代からはトルコ人の出稼ぎ労働者によってイスラム教が持ち込まれた。
郡内すべての集落（ただしカトリックの牙城であるアメーネブルクやマールブルク市の西部市区あるいはラーン山地の東部市区を除く）の住民の大多数がそうであるように、ダウトフェタールの住民のほとんどが、現在もプロテスタント信者である。
| 宗派                                                     | 地区 |
| -------------------------------------------------------- | --- |
| プロテスタント＝ルター派教会                             | - ブーヒェナウ（エルムスハウゼンを教区に含む） - ダウトフェ（モルンスハウゼン、ホンマーツハウゼン、ジルベルクを教区に含む） - フリーデンスドルフ（アレンドルフとダムスハウゼンを教区に含む） - ホルツハウゼン（ヘルツハウゼンを教区に含む） - ヴォルフグラーベン（エッケルスハウゼンの教会に属す） |
| カトリック教会                                           | - ダウトフェ（聖ヒルデガルト教会、ビーデンコプフの聖ヨーゼフ教会の支教会である） |
| 自由福音派教会                                           | - ダウトフェ - フリーデンスドルフ（ヘルツハウゼンを教区に含む） - ホルツハウゼン - ホンマーツハウゼン（ジルベルクを教区に含む） - モルンスハウゼン |
| 新使徒派教会                                             | - ダウトフェ（アンゲルブルクとコムバッハを教区に含む） |
| Christliche Versammlung （プリマス同胞教会系の宗教組織） | - ホルツハウゼン - ヘルツハウゼン - ヘルツハウゼン（ヘルボルン＝ディレンブルガー・ヴェルク） |

## 経済と社会資本

### 経済
現在のダウトフェタール地域の経済基盤は、長年の間、農業であった。土壌環境により、その収入は十分とは言えず、多くの人々がヴェッテラウあるいはラインヘッセン地方の畑や、ジーゲルラントあるいはルール地方の鉱山へ日銭を稼ぐために出稼ぎを行った。重商主義の広がりによってヒンターラントでも、つまりはダウトフェタールでも地下資源の探索が盛んになった。見つけ出された鉱石を付近の精錬所で加工しなければならず、このため鉄加工業が発展した。こうして19世紀には数多くの製鉄所が各地に設けられた。現在のダウトフェタール町内のヴィルヘルムスヒュッテやカールスヒュッテもそうした製鉄所である。
ダウトフェタールの経済構造は現在、工業と商業に拠っており、サービス業の占める割合は少ない。歴史的に発達した代表的な職種が、鉄鋼業と型製造である。これに加えて、ダウトフェタールはラーン川の谷や広い森を有しており、保養地や観光地としても大きな可能性がある。
町内には、2009年3月31日現在の調査で、227社、社会保障が義務づけられた被雇用者が 3,269人であった。これに対して、町内に住んでいる社会保障が義務づけられた被雇用者は 4,249人である。2009年6月30日の調査では、この町から町外への通勤者数は 2,110人、町外からこの町への通勤者は 2,937人であった。

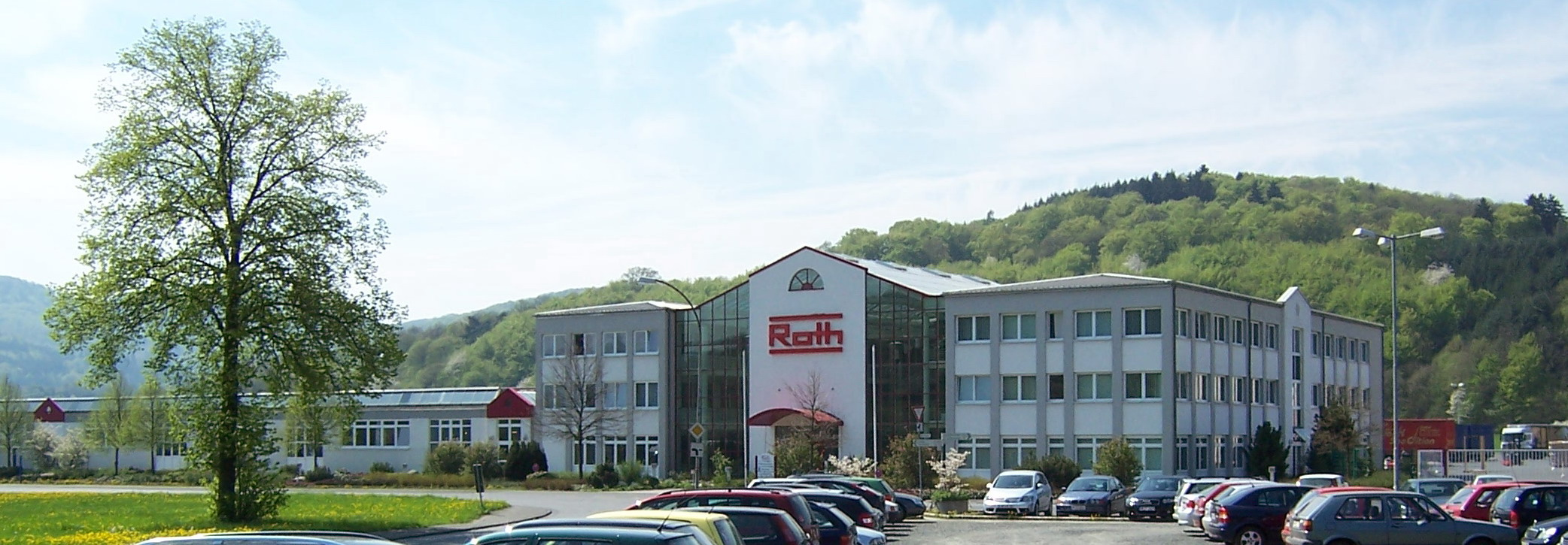
ロート社の受付棟

### 地元企業
この町に本社を置く最大の雇用主は、ロート・インダストリーズ GmbH & Co. KG で、ブーヒェナウとヴォルフグルーベンに約 300人の従業員を雇っている。この会社の受付棟には中庭があり、ここでは、芸術イベントやコンサートが開催される。
ジョンソンコントロールズ社は、フリーデンスドルフで乗り物の燃料タンクや自動車のシートを製造している。ここでは700人以上が働いている。
バンベルガー社は、かつてはヨーロッパ3位の鉄製・琺瑯製の浴槽メーカーで、200人以上の従業員を雇っていたが、Kaldewei 社に買収され、2005年に廃止された。

### 交通
ダウトフェタールの重要な交通路は、人口の多い川の谷である。マールブルク方面（東）やビーデンコプフおよびジーゲン方面（西）へのラーン川沿いの軸が最も重要で、南のグラーデンバッハ方面へのダウトフェ川沿いの軸がこれに次ぐ。それ以外の交通路の重要性は低い。

#### 連邦道
ダウトフェタールの主要道路が、町の北部を西から東に走り、ブーヒェナウを通る連邦道 B62号線である。この全国的に重要な道路は、ノルトライン＝ヴェストファーレン州東部（ジーゲン）からミッテルヘッセン（ダウトフェタール、マールブルク）や東ヘッセン（アルスフェルト、バート・ヘルスフェルト）を通り、テューリンゲン州（バート・ザルツンゲン）に至る地域を越えた交通軸の役割を担っている。この道路は 15 km 東のケルベ近郊で、カッセルおよびギーセンへ南北に走る連邦道 B3号線と交差する。
全長わずか 15 km の連邦道 B453号線は、隣町のビーデンコプフで B62号線から分岐し、ヴォルフグルーベン地区、ダウトフェ地区、モルンスハウゼン地区を通り、ホルツハウゼンとヘルツハウゼンとの間を抜けてグラーデンバッハまで走っている。

#### アウトバーン
ルール地方およびケルンやアーヘンへは、連邦道 B253号線経由で西に約 30 km 離れたディレンブルクからアウトバーン A45号線を利用する。ディレンブルクでは多くの路線に接続することができ、フランクフルトやギーセンへもここから向かうことができる。
フランクフルト・アム・マイン、シュトゥットガルト、バーゼルへは、南東に 15km 離れたケルベ近郊からアウトバーンの規格に拡張された連邦道 B3号線で向かうことができる。B3号線はギーセン方面ではアウトバーン A485号線に変わる。
東（ドレスデン）へ向かう A4号線や南（ミュンヘン）へ向かうA7号線への接続は、B62号線経由で 55 km 離れたアルスフェルトから A5号線を使ってアクセスする。
B3号線経由で北東に約 50 km 離れたインターチェンジでA49号線に入ると、カッセル、ハノーファー、ハンブルクあるいはベルリンへ行くことができる。A49号線は、マールブルク方面への延伸が計画されている。この計画に対しては、交通上、経済上、地域計画上の見地が一方にあり、エコロジーや自然保護の観点が他方にある状態で、今日まで両者を満足させる計画路線の設定は行えていない。
アーヘンからポーランドの西国境に至る A4号線の中断区間であるヴェンデンとキルヒハインとの間は、ヴェンデンとクロイツタールとのわずかな区間だけが実現した。その間に、B508号線、B62号線、B454号線沿いにヒルヒェンバッハ、エルンテブリュック、バート・ラースフェ、ビーデンコプフ、ケルベ、シュタットアレンドルフを経由するルートが計画され、これによりダウトフェタールはアウトバーン網に直接面することになる。

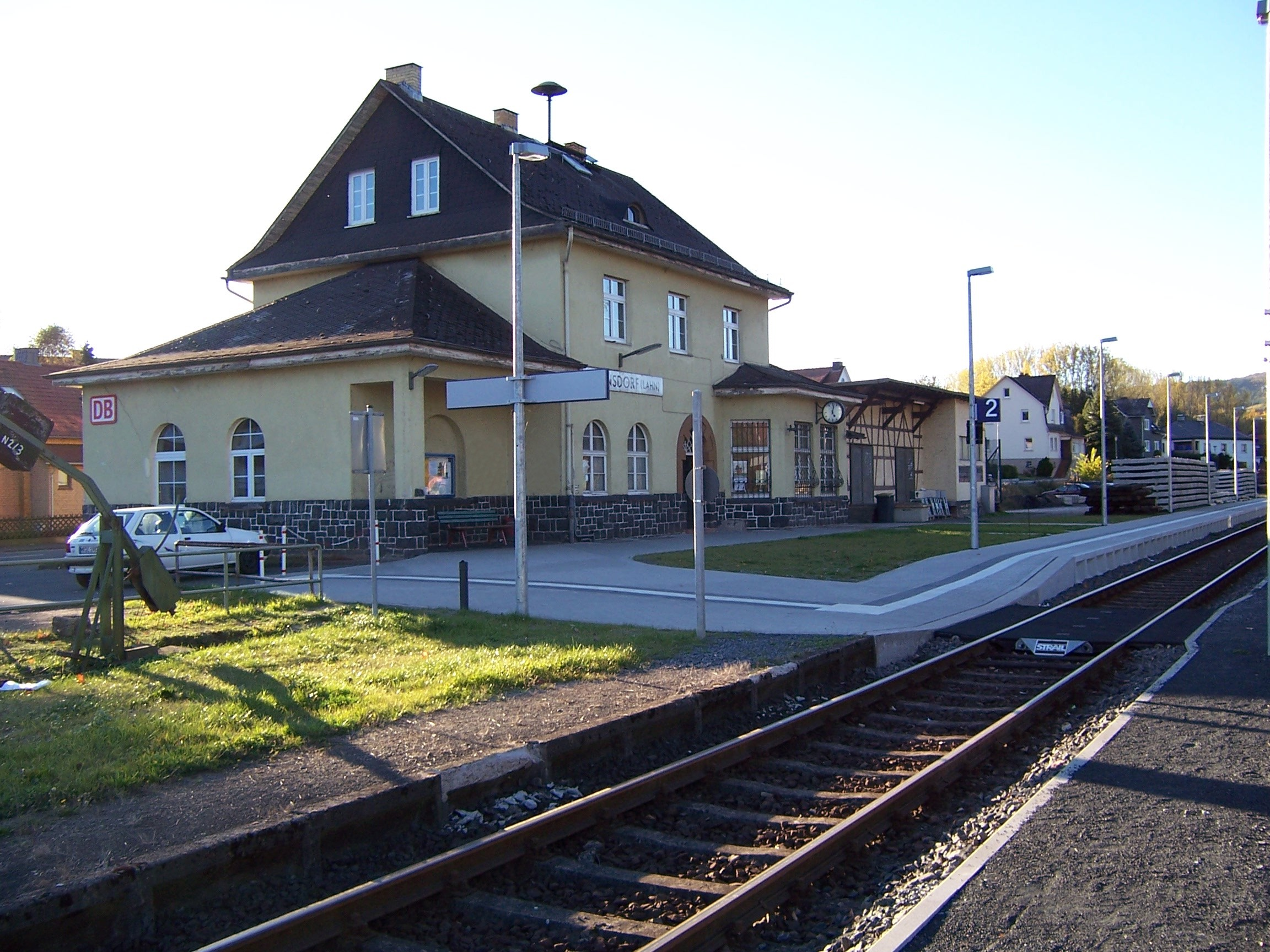
フリーデンスドルフ駅

#### 鉄道
旅客鉄道交通は、オベーレ・ラーンタール鉄道が担っている。この路線はマイン＝ライン交通連盟の43路線として、ジーゲン＝ヴィトゲンシュタイン郡のエルンテブリュックとマールブルク市との間をバート・ラースフェおよびビーデンコプフ経由で結んでいる。ダウトフェタール町内には、ヴィルヘルムスヒュッテ (ラーン)、フリーデンスドルフ (ラーン)、ブーヒェナウ (ラーン) の3つの駅がある。後者の2駅は、ヘッセン広域自転車道 R2号線に大変便利な位置にある。月曜日から金曜日は、5:30 から 21:00 までの間に 21本の列車が、土曜日には 6:45 から 19:00 までの間に 13 本の列車が、日曜日は 8:45 から 19:00 までの間に 12本の列車が利用できる。自転車はすべての列車で乗せることができる。列車はクールヘッセン鉄道によって運営されている。マールブルクでドイツ鉄道の広域交通網のマイン＝ヴェーザー鉄道に接続する。

#### バス交通
公共旅客交通 (ÖPNV) は、バス路線 481系統が担っている。また、4本のローカルバス MR-41、MR-45、MR-52、MR-57が町内の交通の便を補完している。

#### 航空
すぐ近くのバート・エントバッハ＝ボッテンホルンとエッシェンブルク＝ヒルツェンハインに2つの Sonderlandeplatz（特殊飛行場）があり、ケルベ＝シェーンシュタットに Verkehrslandeplatz（交通飛行場）がある。ジーゲルラント空港は、61 km 離れている。最寄りの大規模空港は、116 km 離れたフランクフルト空港である。

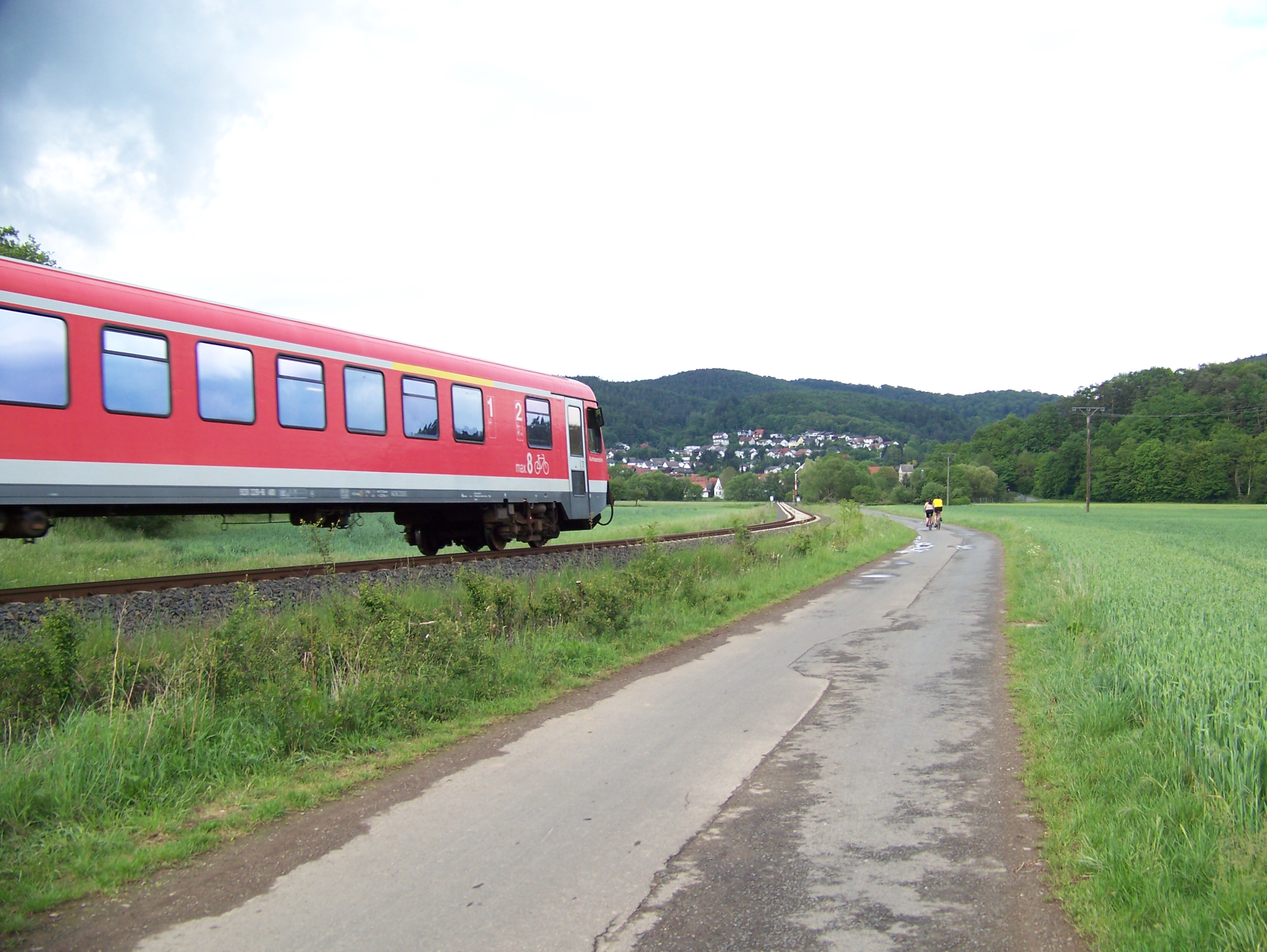
カールスヒュッテとブーヒェナウとの間を走るクールヘッセン鉄道とラーンタール自転車道

#### 自転車道/遊歩道
広大な森林地域を有する中低山地の中にある有利な位置から、町内全域に大規模な遊歩道網が整備されている。その観光業の潜在能力は徐々に知られるようになっており、90年代半ばからラーン＝ディル＝ベルクラント地域協会 e.V. の会員として組織的に支援されている。小さな自転車道の他に、ラーンタール自転車道やヘッセン自転車道 R2号線が町内を通っている。
ダウトフェタールは、全長 245 km のラーンヘーエンヴェク（ネトフェン - ラーンシュタイン）や、ヘルボルンからマールブルクへ至る 86 km のプレミアム遊歩道沿いに位置している。これ以外に、ヘッセンヴェク 10号線（ビーデンコプフ - ラスドルフ）およびラーンヘーエン＝エクストラツアー、シュタインペルファー・ルンデ、ラーン＝ディル＝ベルクラントプファーデのシュトロイオプストルートが町域内を通っている。

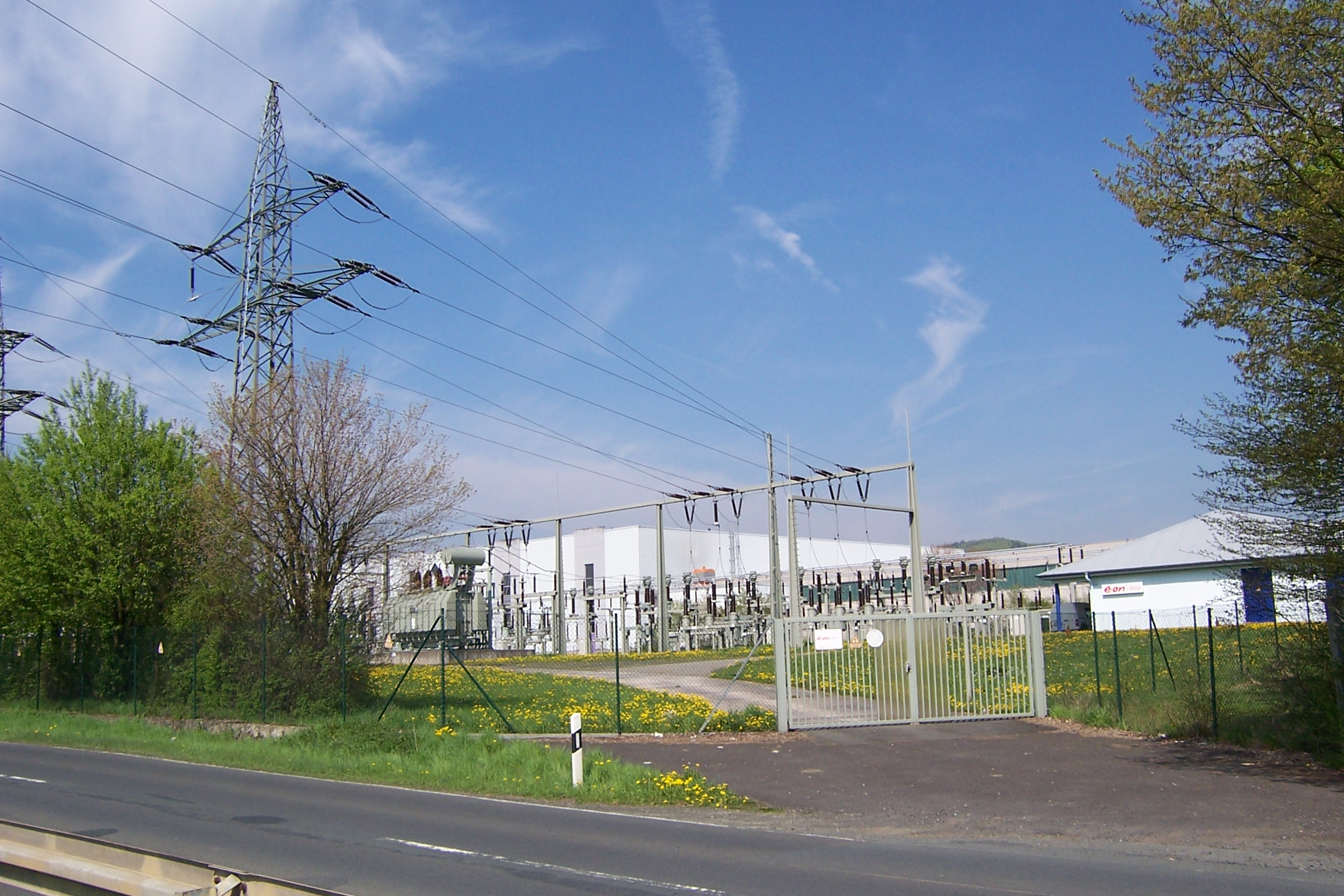
フリーデンスドルフ変電所

### 公共施設
フリーデンスドルフには、1950年代に造られた変電所がある。ここで電圧は送電用の 110 kV から配電用の 20 kV に変換される。1998年に新たに 20 kV スイッチギアと新しい変圧器が設けられた。この変電所は、E.ON ミッテが運営している。
ガス供給施設は、ダウトフェ、フリーデンスドルフ、ヴォルフグルーベンにあり、E.ON ミッテ AG が運営している。
ブーヒェナウとダムスハウゼンには、小説と児童書を中心とした小さな図書館がある。

### 教育
この町のダムスハウゼン、エルムスハウゼン、ジルベルク、ヴォルフグルーベンを除く地区には、それぞれ幼稚園がある。ヴォルフグルーベンの幼稚園は2007年に閉鎖された。ホルツハウゼンとブーヒェナウにはそれぞれ基礎課程学校があり、ブーヒェナウの基礎課程学校には2006年まではフェルダーシュトゥーフェ（基礎課程学校から本課程学校、実科学校、ギムナジウムのいずれかに進学するか進路決定のためのオリエンテーション段階）があった。
フリーデンスドルフには基礎課程・本課程・実科学校課程（フェルダーシュトゥーフェを含む）を有するダウトフェタールシューレの他に、学習・しつけの予備校ブルクベルクシューレがある。身体障害者のための実践教育部門をもつヒルダ＝ハイネマン＝シューレはホンマーツハウゼンにある。ヴィルヘルムスヒュッテには教育困難児のためのユーリー＝シュパンナーゲル＝シューレの分校がある。
これより上級の、たとえば専門学校、上級専門学校、（職業）ギムナジウムは、隣接するマールブルク、ビーデンコプフ、バート・ラースフェ、グラーデンバッハにある。最寄りの大学はマールブルク（総合大学）、ギーセン（総合大学、単科大学）、カッセル（総合大学）、ジーゲン（総合大学）にある。
成人教育の場として、郡はマールブルク＝ビーデンコプフ市民大学の分校を 2 校用意している。

### 社会機関
たとえばブラウエス・クロイツ（青十次、薬物中毒患者の自助グループ）のようなキリスト教組織が関わる協会の他にダウトフェタールには多くの社会機関がある。老人介護と老人ホームを提供しているゼニオーレンツェントルム・ダウトフェタール、障害者の授産所であるヒンターレンダー・ヴェルクシュテッテンなどである。さらに社会奉仕団の聖エリーザベト協会 e.V. マールブルクは、ホンマーツハウゼンで若者の住居共同体や、上述のユーリー＝シュパンナーゲル＝シューレの分校を運営している。

### メディア
ダウトフェタールでは日刊紙として「オーバーヘッシシェ・プレッセ」（旧ビーデンコプフ郡向けローカル面を持つ）や「ヒンターレンダー・アンツァイガー」が刊行されており、ヒンターレンダー・アンツァイガーはダウトフェタールの住民の多くが購読している。郡内（およびフォーゲルスベルク郡やラーン＝ディル郡の郡境を接する一部）では水曜日にフリーペーパーのミッテルヘッシシェ・アンツァイガー＝ツァイトゥンク (MAZ) がギーセンの出版社から刊行される。
さらに、オーバーヘッシシェ・プレッセの「ヒンターラント・エクルトラ」やヒンターレンダー・アンツァイガーの「デア・グーテ・ゾンターク」といった広報紙も提供されている。「ダウトフェターラー・ヴォーヒェンツァイトゥンク」がヘルプシュタイナー印刷所から、「ゾンターク・モルゲンマガツィーン」がギーセナー印刷所から発刊されている。

## 文化と見所

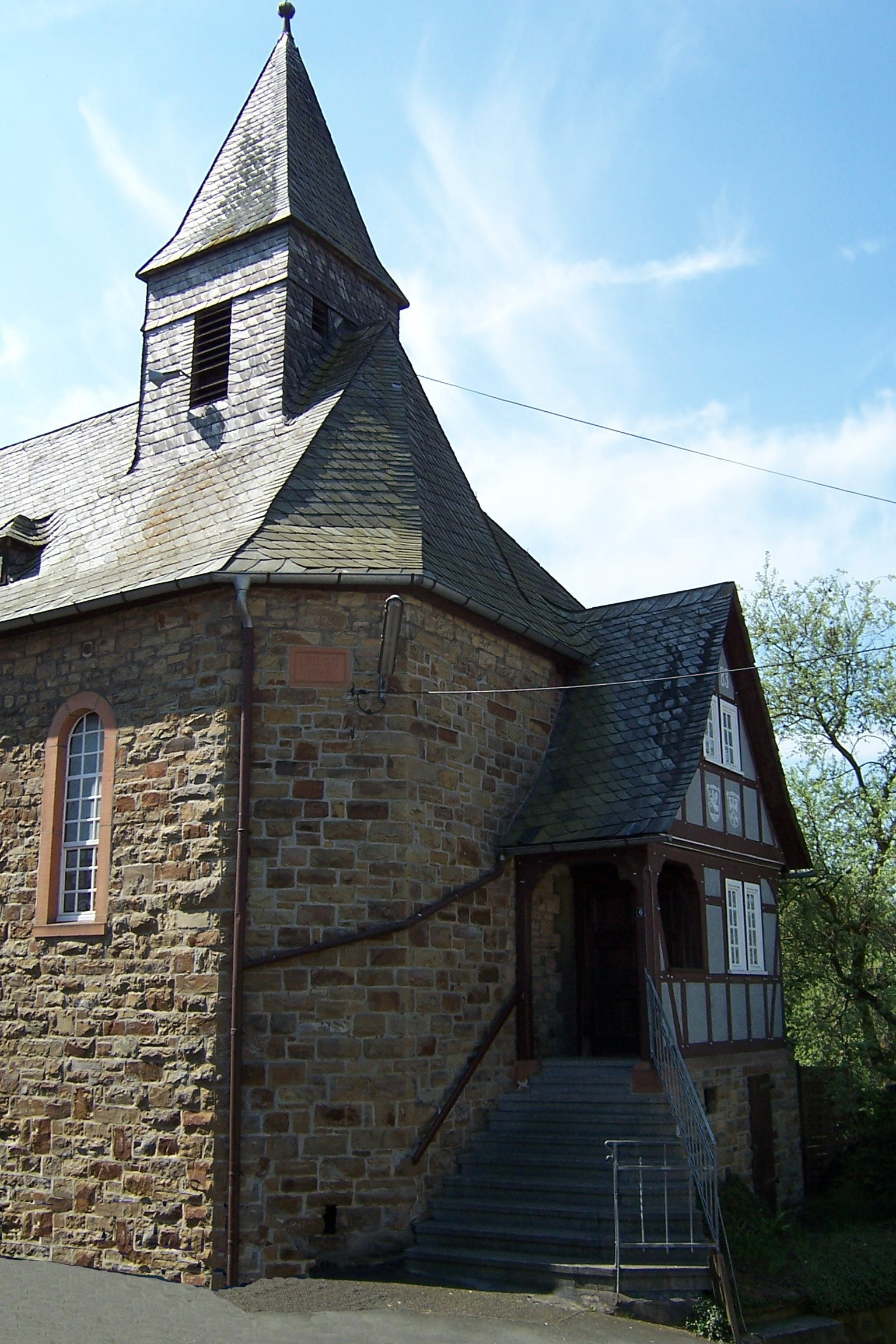
フリーデンスドルフの旧教会

### 博物館・美術館
フリーデンスドルフ地区の旧教会では、織工の部屋や古い写真および方言に関する資料を見学することができる。この資料としては、地元の方言で書かれた詩、歌、テキストが保管されている。さらに村から村へと変化する方言の独自性を説明している。また、旧教会の中には時代の変遷を示す展示もある。
ブーヒェナウの旧町役場郷土博物館は、1920年代から1950年代の家庭と台所をテーマとした展示を行っている。
ダウトフェの小博物館「バッケス・シュティップヒャー」は19世紀から20世紀への変わり目頃の 3 部屋からなる小さな家を再現している。ここには典型的なダウトフェの習俗に関する展示や衣装の絵、古い書類（写真、カード、一覧表、ダウトフェで一番古い家族の年代記など）を見ることができる。

### サークル・協会活動
ダウトフェタール町内には数多くのサークル・協会がある。サッカーからテニス、卓球、体操、乗馬、モータースポーツさらには気球に至る 30 以上のスポーツクラブの他、ほぼ全地区あるいは全教区ごとにブラスアンサンブル、男声および女性合唱団がある。また、たとえばイェーガーコーラス（狩人の合唱）や楽隊といったこれ以外の音楽サークルが存在する。合わせて約 50 のダンス・音楽サークルに12,000人以上が登録している。動物、飼育、保護といった分野では家禽類飼育協会、自然保護協会、造園協会などがある。この他、40 以上の文化郷土協会がある。「外部リンク」の項にダウトフェタールのサークル・協会情報へのリンクを示す。

### 建造物

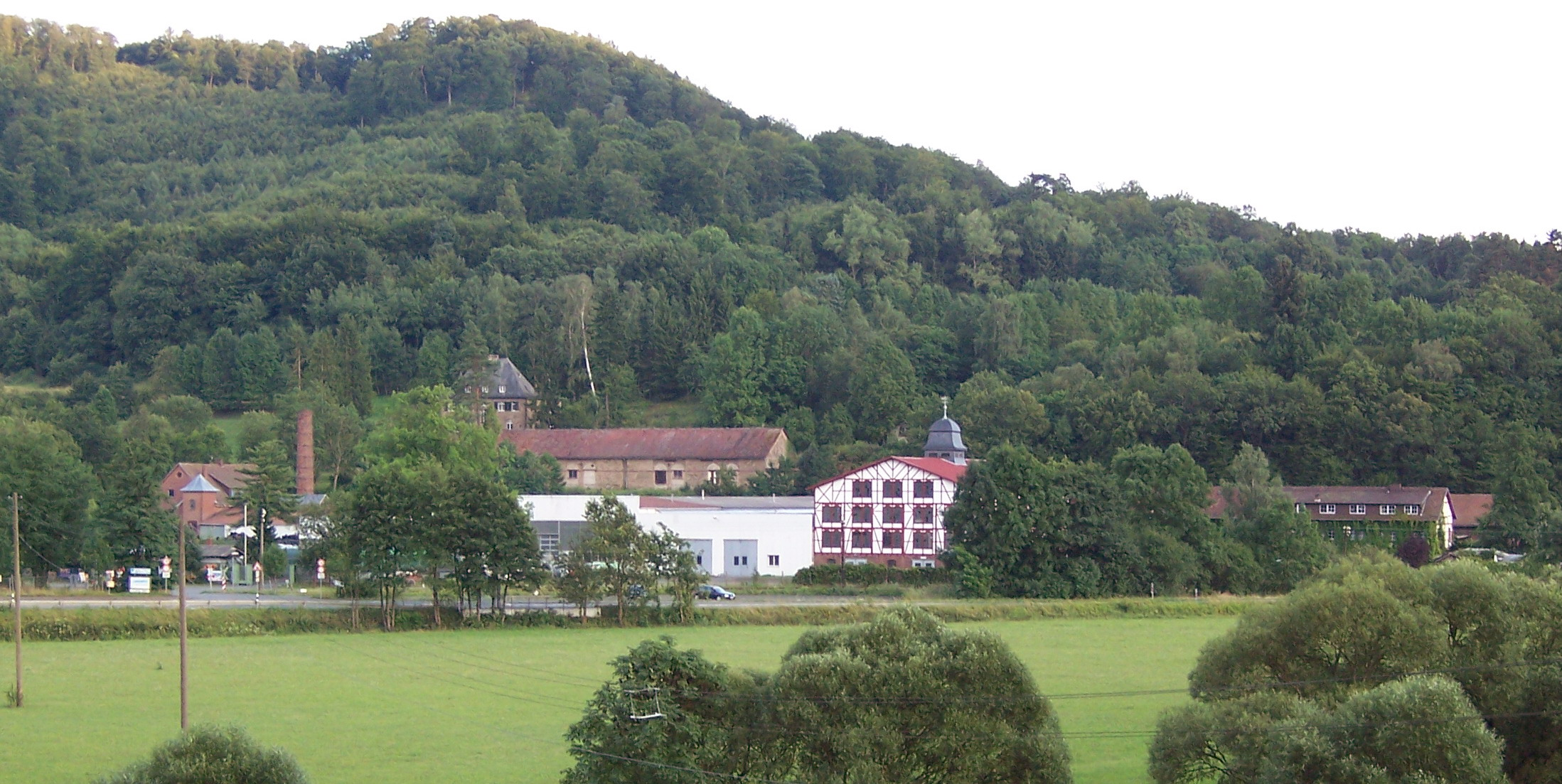
カールスヒュッテ

多くの集落の中核部には木組み建築が多く遺っている。一部には、たとえばホンマーツハウゼンやジルベルトのように小さな木組みの教会が遺っているところもある。特に保護文化財に指定されているのは、ホルツハウゼンのスグラフィットの木組みの家である。
リムベルクの山頂には、1977年4月30日に完成した高さ 24 m のリムベルク塔がある。これは、この山頂で 2 本目の展望塔である（最初の塔は嵐で倒壊した）。視界が良好であれば、周辺の広く豊かな眺望が得られる。
カールスヒュッテは 1844年に製鉄所として建設され、やはり保護文化財に指定されている。この施設は工業化の過程で、エネルギー源のラーン川と手近な鉱床との間に位置する良好な立地を背景に建設された。
この他の建物は、
- ダウトフェの歴史的な教会（マルティン教会）
- ブーヒェナウの自衛教会
- ホーエンフェルスの二重城塞跡

- ブーヒェナウの旧町役場郷土博物館
- ホンマーツハウゼンの木組みの教会
- ブーヒェナウの木組み建築
- ブーヒェナウの自衛教会

### 余暇
夏期に賃貸しされる数多くの山小屋の他、ブーヒェナウとフリーデンスドルフには、2つの室内プールがある。屋外プールはアレンドルフ、ダウトフェ、ヘルツハウゼン、ホルツハウゼンに位置している。ヴァルトシュヴィムバート・ホルツハウゼン（森のスイミングプール）は、その広さとミニゴルフ場を併設していることが特徴的である。乗馬や、治療乗馬はエルムスハウゼンやフリーデンスドルフで体験できる。自転車道と遊歩道はオーバーヘッセン山地協会によって保護、保守されている。ブーヒェンとホルツハウゼンとの境界にトリム＝ディッヒ＝プファーデ（場所ごとに決められたストレッチなどの運動をしながらコースとたどる遊歩道）があり、これに沿ってトレットベッケン（水の抵抗を利用したアスレチックのための水槽）がある。
冬には、ホルツハウゼン周辺には天候に応じたロイペ（長距離スキー競技用のシュプール）が刻まれ、スキーリフトを備えたスキーゲレンデがある。

### 文化イベント
町の少年少女組合によって行われる、復活祭、5月のダンス、マイバウム立て、およびその他の集落祭、郷土祭、協会祭など数多くの文化イベントの他、ブーヒェンのアドヴェントマーケットは大規模なものである。この町のイベントのハイライトは、7年ごとに開催されるブーヒェンのグレンツガングスフェストで、次は 2013年に開催される予定である。

## 人物
- ディーター・トラウトヴァイン（1928年 - 2002年）神学者、宗教音楽の作詞・作曲者。
- ハルトムート・ナッサウアー（1942年 - ）CDUの政治家。ヘッセン州内務大臣。CDU/CSUグループのヨーロッパ総裁。
- ジルケ・テッシュ（1958年 - ）SPDの政治家。

### 町の歴史
- Karl Huth, Gemeindevorstand der Gemeinde Herzhausen (Hrsg.): Herzhausen: Ein hessisches Kleinod. 1971, DNB 740837656.
- Karl Huth, Gemeindevorstand der Gemeinde Wolfgruben (Hrsg.): Wolfgruben: Aus Vergangenheit und Gegenwart. 1971, DNB 840288352.
- Karl Huth, Gemeindevorstand der Gemeinde Buchenau (Lahn) (Hrsg.): Buchenau: Eine Wanderung durch Geschichte und Gegenwart. 1972, DNB 949106887.
- Karl Huth, Gemeindevorstand der Gemeinde Dautphe (Hrsg.): Dautphe: Herz einer geschichtlichen Kulturlandschaft. 1973, DNB 861041690.
- Martin Nassauer, Festausschuss „1200 Jahre Dautphe“ (Hrsg.): Dautphe wie's damals war – Ein Blick zurück in Dautphes vergangene Tage. 1990.
- Peter Schneider: Wolkenlücke brachte den Tod. 16. März 1945: Luftangriff auf Dautphe. In: Hinterländer Geschichtsverein (Hrsg.): Hinterländer Geschichtsblätter. 87. Jahrgang, Nr. 1, Biedenkopf 2008, DNB 951535781.

### 町に関する文献
- Karl Huth, Kreisausschuss des Landkreises Biedenkopf (Hrsg.): Verwaltungsgeschichte des Landkreises Biedenkopf. Biedenkopf 1957, DNB 452150736.
- Ulrich Lennarz, Hessisches Landesamt für Geschichtliche Landeskunde in Verbindung mit dem Hinterländer Geschichtsverein (Hrsg.): Die Territorialgeschichte des hessischen Hinterlandes. Marburg 1973, DNB 740114093.
- Ulrich Reuling, Hessisches Landesamt für geschichtliche Landeskunde (Hrsg.): Historisches Ortslexikon Biedenkopf, Ehem. Landkreis, Heft 4. Marburg 1986, DNB 860336409.

## 引用
1. ↑  Hessisches Statistisches Landesamt: Bevölkerung in Hessen am 31.12.2023 (Landkreise, kreisfreie Städte und Gemeinden, Einwohnerzahlen auf Grundlage des Zensus 2011)]
2. ↑  いくつかの資料には高さ 533 m のニメーリヒを誤って最高地点としているものがあるが、連邦自然保護局 地図サービス（2012年5月15日 閲覧）によると、ダウトフェタール町内にシュロスベルクの保護地区があり、その高度は 540 m 以上であるとしている。
3. ↑  ヘッセン環境地図 1901 - 2000年、ヘッセン州環境・地質学庁（2012年5月16日 閲覧）
4. ↑  Vorbericht zum 1. Nachtragshaushaltsplan der Gemeinde Dautphetal für das Haushaltsjahr 2007
5. ↑  ヘッセン州統計局 2009年（2012年5月16日 閲覧）
6. ↑  Gesetz zur Neugliederung der Landkreise Biedenkopf und Marburg und der Stadt Marburg (Lahn) vom 12. März 1974 (GVBl. I,1974, p.154)
7. ↑  Karl Huth: Der Landkreis Marburg-Biedenkopf. Verwaltungs-, Wirtschafts- und Sozialgeschichte, Marburg: Kreisausschuss des Landkreises (Hrsg.) 1979, p. 284
8. ↑  2009年12月31日現在の、この町を主な住居とする人口。（町の統計値）
9. ↑  1974年以前の数値は各集落の人口を合計した。

1834年から1967年までの出典: Historisches Gemeindeverzeichnis für Hessen Heft 1

1834年から1967年までの出典: ヘッセン州当局 Die Bevölkerung der Gemeinden 1834 bis 1967

1998年以降の出典: Statistik der Gemeinde Dautphetal Archived 2007年10月7日, at the Wayback Machine.（この町を二次的な居住地としている人口も含む）（2012年5月19日 閲覧）
10. ↑  2011年3月27日の町議会議員選挙結果 ヘッセン州統計局（2012年5月19日 閲覧）
11. ↑  ライン＝マイン交通連盟（2012年5月21日 閲覧）
12. ↑  Dautphetal: Bildungseinrichtung（2012年5月20日 閲覧）
13. ↑  St. Elisabeth-Verein: Julie-Spannagel-Schule（2012年5月20日 閲覧）